# Zygmunt Kaczyński (harcmistrz)

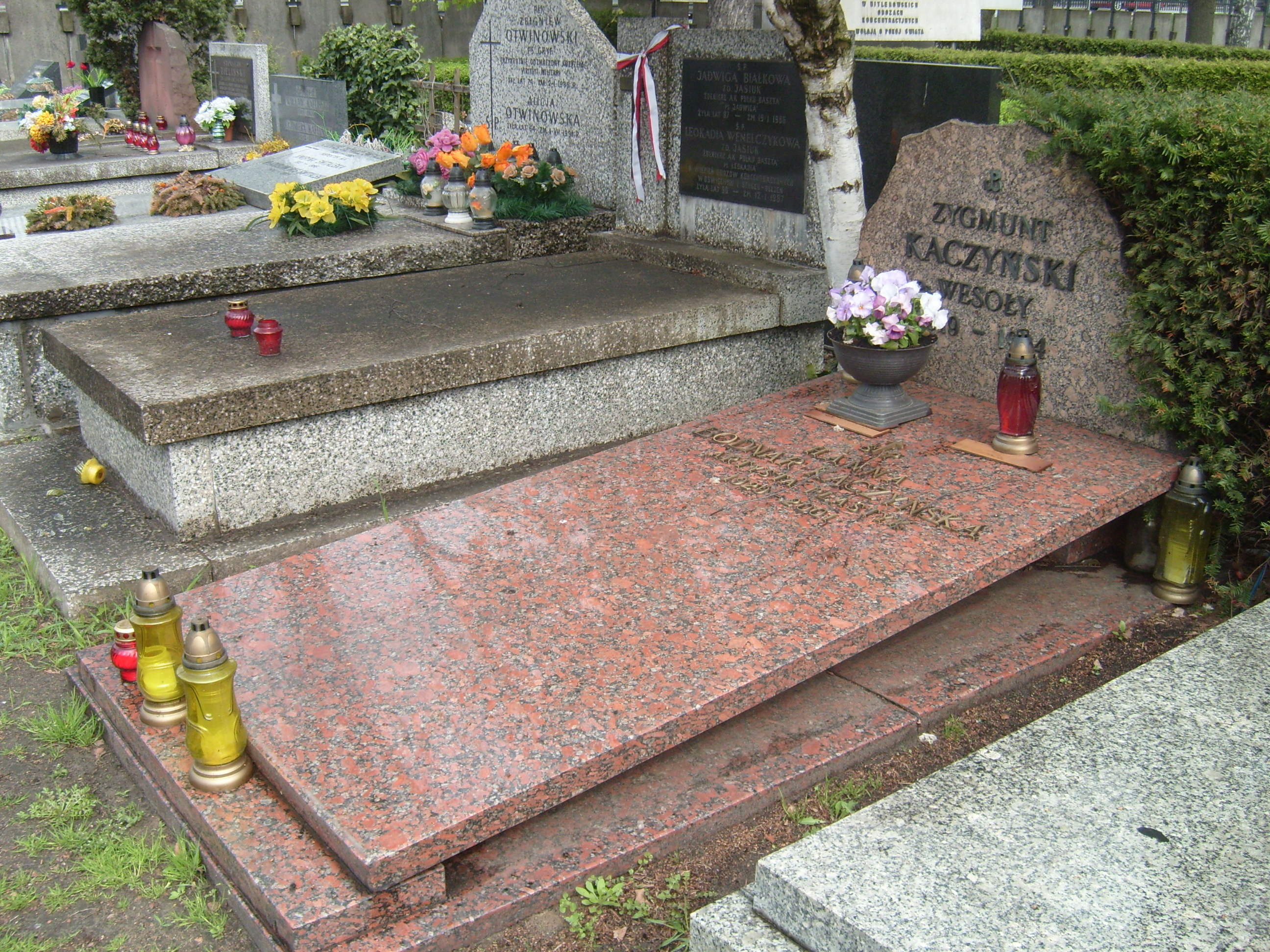
Grób Zygmunta Kaczyńskiego na cmentarzu Wojskowym na Powązkach w Warszawie.

Zygmunt Jerzy Kaczyński, ps. Wesoły, Nosowicz IV (ur. 21 marca 1919 w Warszawie, zm. 26 listopada 1984 tamże) – harcmistrz, kapral podchorąży Armii Krajowej, komendant Okręgu Południe organizacji Wawer, uczestnik powstania warszawskiego.

## Życiorys
Urodził się w rodzinie Władysława (1875–1971) i Heleny z domu Banasiewicz (1887–1966). Do pracy konspiracyjnej przyłączył się w 1940 roku. Do 1942 roku był komendantem Hufca Ochota, następnie po reorganizacji Szarych Szeregów, po Stefanie Mirowskim objął funkcję komendanta Okręgu Południe Wawra i sprawował ją do wybuchu powstania. Podczas okupacji niemieckiej pracował jako akwizytor spółki E. Wedel, dzięki czemu często bywał w siedzibie Gestapo przy alei Szucha 25. Jako wywiadowca Szarych Szeregów w Gestapo, miał za zadanie poznanie planu budynku, struktury wydziałów, numerów gabinetów oraz prywatnych adresów gestapowców. W związku z możliwością swobodnego poruszania się po gmachu na Szucha, został przydzielony do akcji pod Arsenałem. 26 marca 1943 roku w obecności niemieckiego oficera zadzwonił do umówionego lokalu i słowami Wysyłam towar, bezwzględnie musi być odebrany!, dał znać szturmowcom o wyjeździe ciężarówki z Janem Bytnarem z Szucha na Pawiak.
Brał również udział w przygotowaniach akcji o kryptonimie „Biała Róża”, której celem było odbicie z rąk Gestapo naczelnika Szarych Szeregów, Floriana Marciniaka. Dzięki jego zabiegom i znajomościom, latem 1943 roku udało się zwolnić z Gęsiówki Tadeusza Zawadzkiego.
Wziął udział w powstaniu warszawskim w śródmieściu, został ranny pierwszego dnia. Po kapitulacji powstania opuścił miasto wraz z ludnością cywilną.
W drugiej połowie lat 50. był jednym z pomysłodawców, organizatorem i pierwszym komendantem harcerskiej Akcji Warmia i Mazury (1958–1963). Celem akcji było niesienie pomocy ludności Warmii i Mazur oraz integracja ludności odzyskanej przez Polskę części dawnych Prus Wschodnich. Akcja miała zintegrować ze sobą różne grupy ludności, miejscowej i napływowej, pomóc autochtonom i przekonać ich do Polski, przeciwdziałając fali wyjazdów do Niemiec. Akcja WiM została zainicjowana przez warszawskie środowiska harcerskie a następnie podjęta i rozwinięta przez drużyny harcerskie z całego kraju.
W latach 60. był wiceprzewodniczącym Prezydium Stołecznej Rady Narodowej.
Od 23 października 1943 roku jego żoną była Danuta Kaczyńska, ps. Lena, sanitariuszka batalionu „Parasol”. Mieli dwóch synów: Janusza Antoniego (1945–2016) i Bogdana Antoniego (ur. 1948).
Zmarł w Warszawie, pochowany na cmentarzu Wojskowym na Powązkach (kwatera D4-2-3).

## Ordery i odznaczenia
- Krzyż Kawalerski Orderu Odrodzenia Polski
- Krzyż Walecznych
- Warszawski Krzyż Powstańczy[7]
- Medal za Warszawę 1939–1945
- Złota odznaka honorowa „Za Zasługi dla Warszawy” (1975)[8]
- Tytuł honorowego członka Związku Ochotniczych Straży Pożarnych (1969)[9]

Źródło:.